# 豪雪地帯

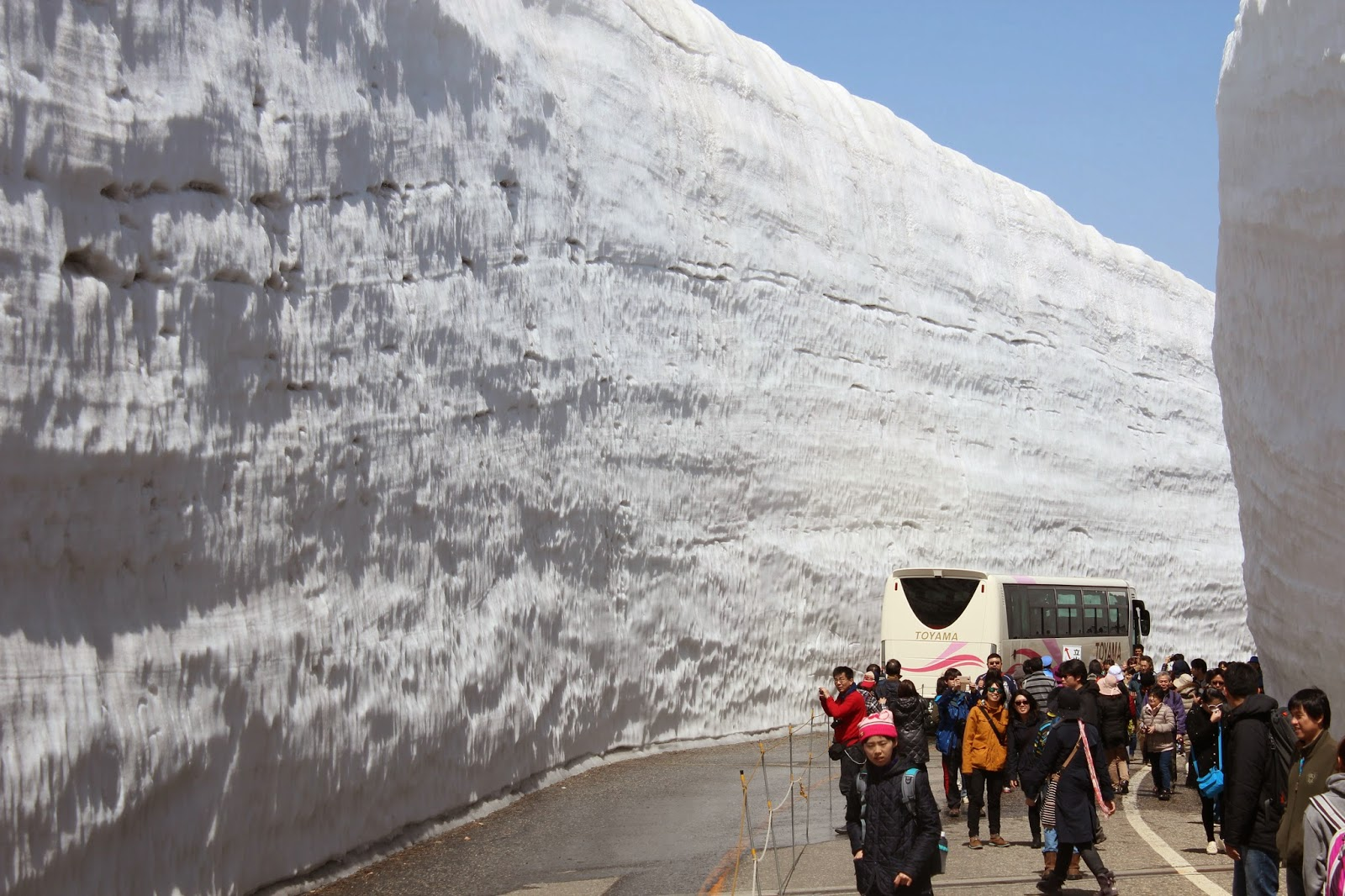
立山黒部アルペンルート 立山高原道路 雪の大谷

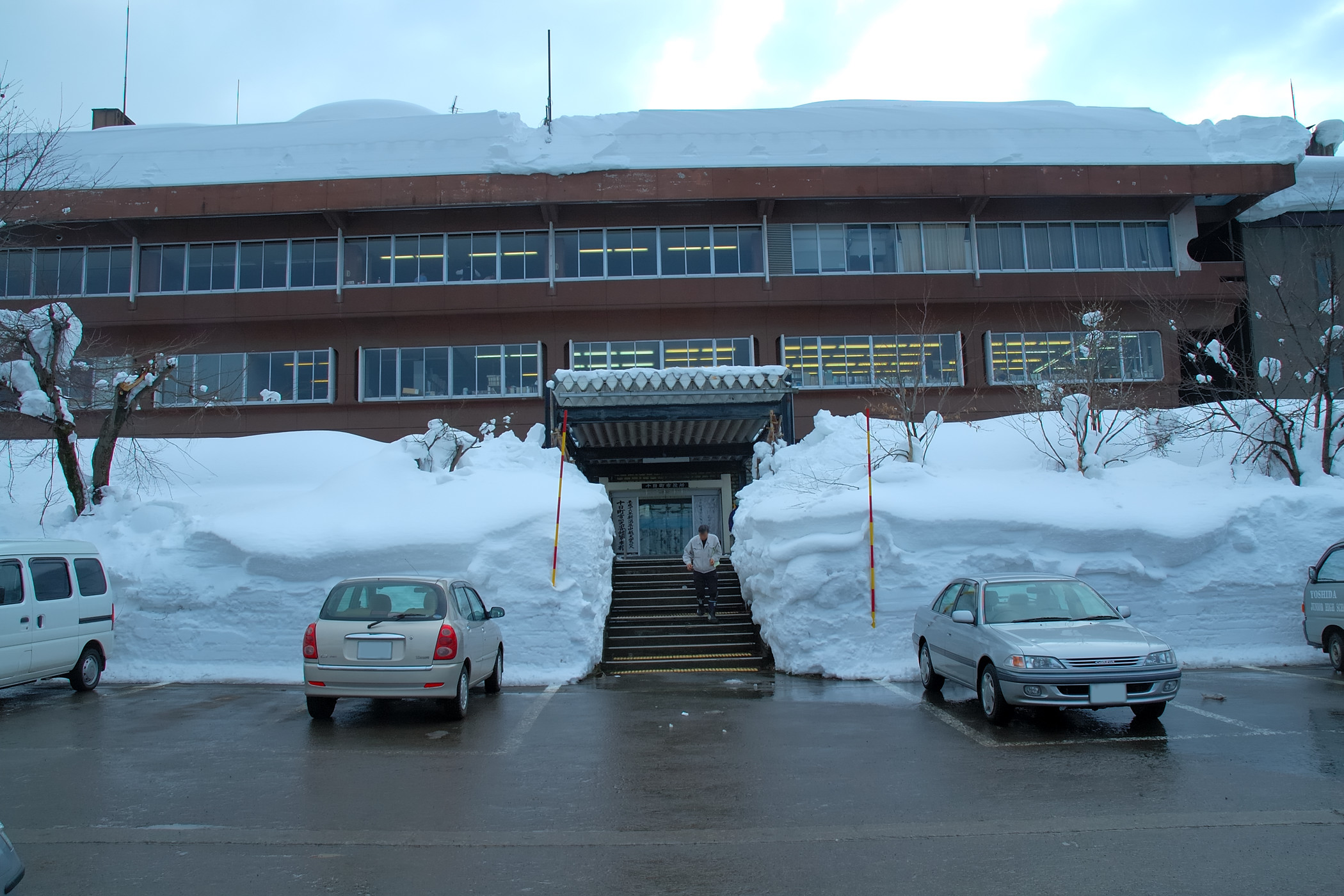
乗用車の高さを大きく超える雪が積もった新潟県十日町市役所。2006年1月。

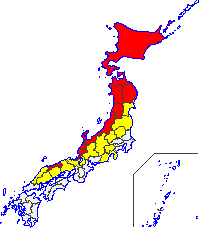
赤色：全域が豪雪地帯の道県、黄色：豪雪地帯を含む府県

豪雪地帯（ごうせつちたい）は、冬に大量の積雪がある地域のことで、日本の法制度上は特に豪雪地帯対策特別措置法に基づき指定された地域を指す。雪国ともよばれる。

## 概要
日本列島の北海道、東北地方日本海側〈東北地方太平洋側の青森県東部と岩手県を含む〉、長野県、北陸地方、近畿地方北部、中国地方日本海側は世界有数の豪雪地帯である（日本海側気候も参照）。人口稠密地帯と豪雪地帯が重なっているのは、世界でも日本の日本海側だけである。
日本と世界各都市における降雪量の比較
出典：気象庁・気象統計情報、Environment Canada、韓国気象庁
| 地点                     | 年平均降雪量 （cm） | 最深積雪記録 （cm） | 起日           | 備考         | 地域   |
| ------------------------ | ------------------- | ------------------- | -------------- | ------------ | ------ |
| 稚内                     | 656                 | 199                 | 1970年2月9日   | 特別豪雪地帯 | 北海道 |
| 北見枝幸                 | 687                 | 231                 | 1958年3月3日   | 特別豪雪地帯 | 北海道 |
| 雄武                     | 500                 | 133                 | 1979年4月1日   | 豪雪地帯     | 北海道 |
| 紋別                     | 487                 | 127                 | 1958年2月13日  | 豪雪地帯     | 北海道 |
| 網走                     | 378                 | 143                 | 2004年2月23日  | 豪雪地帯     | 北海道 |
| 羽幌                     | 686                 | 189                 | 1974年2月27日  | 特別豪雪地帯 | 北海道 |
| 留萌                     | 697                 | 204                 | 1946年3月17日  | 特別豪雪地帯 | 北海道 |
| 旭川                     | 743                 | 138                 | 1987年3月4日   | 豪雪地帯     | 北海道 |
| 札幌                     | 597                 | 169                 | 1939年2月13日  | 豪雪地帯     | 北海道 |
| 岩見沢                   | 753                 | 208                 | 2012年2月12日  | 特別豪雪地帯 | 北海道 |
| 根室                     | 221                 | 92                  | 1933年3月29日  | 豪雪地帯     | 北海道 |
| 釧路                     | 162                 | 123                 | 1939年3月9日   | 豪雪地帯     | 北海道 |
| 帯広                     | 201                 | 177                 | 1970年3月17日  | 豪雪地帯     | 北海道 |
| 広尾                     | 426                 | 196                 | 1970年3月17日  | 豪雪地帯     | 北海道 |
| 浦河                     | 148                 | 52                  | 1928年1月7日   | 豪雪地帯     | 北海道 |
| 苫小牧                   | 138                 | 77                  | 1978年3月11日  | 豪雪地帯     | 北海道 |
| 室蘭                     | 211                 | 68                  | 1958年2月13日  | 豪雪地帯     | 北海道 |
| 倶知安                   | 1062                | 312                 | 1970年3月25日  | 特別豪雪地帯 | 北海道 |
| 小樽                     | 676                 | 173                 | 1945年2月19日  | 豪雪地帯     | 北海道 |
| 寿都                     | 546                 | 189                 | 1945年3月17日  | 豪雪地帯     | 北海道 |
| 江差                     | 330                 | 194                 | 1945年2月26日  | 豪雪地帯     | 北海道 |
| 函館                     | 381                 | 91                  | 2012年2月27日  | 豪雪地帯     | 北海道 |
| 朱鞠内                   | 1305                | 311                 | 1982年3月10日  | 特別豪雪地帯 | 北海道 |
| 幌糠                     |                     | 275                 | 2005年3月3日   | 特別豪雪地帯 | 北海道 |
| 幌加内                   | 1348                | 269                 | 1988年3月10日  | 特別豪雪地帯 | 北海道 |
| 音威子府                 | 1321                | 248                 | 2013年1月26日  | 特別豪雪地帯 | 北海道 |
| 阿寒湖畔                 | 627                 | 218                 | 2004年1月22日  | 豪雪地帯     | 北海道 |
| むつ（青森県）           | 514                 | 170                 | 1977年2月15日  | 豪雪地帯     | 東北   |
| 八戸（青森県）           | 248                 | 92                  | 1977年2月16日  | 豪雪地帯     | 東北   |
| 青森（青森県）           | 669                 | 209                 | 1945年2月21日  | 特別豪雪地帯 | 東北   |
| 酸ヶ湯（青森県）         |                     | 566                 | 2013年2月26日  | 特別豪雪地帯 | 東北   |
| 深浦（青森県）           | 321                 | 91                  | 1984年2月13日  | 豪雪地帯     | 東北   |
| 宮古（岩手県）           | 148                 | 101                 | 1944年3月12日  | 豪雪地帯     | 東北   |
| 盛岡（岩手県）           | 272                 | 81                  | 1938年2月19日  | 豪雪地帯     | 東北   |
| 湯田（岩手県）           | 1055                | 279                 | 2013年2月25日  | 特別豪雪地帯 | 東北   |
| 大船渡（岩手県）         | 69                  | 32                  | 1984年2月28日  | 豪雪地帯     | 東北   |
| 石巻（宮城県）           | 54                  | 43                  | 1923年2月17日  |              | 東北   |
| 仙台（宮城県）           | 71                  | 41                  | 1936年2月9日   |              | 東北   |
| 秋田（秋田県）           | 377                 | 117                 | 1974年2月10日  | 豪雪地帯     | 東北   |
| 新庄（山形県）           | 817                 | 236                 | 1974年2月13日  | 特別豪雪地帯 | 東北   |
| 酒田（山形県）           | 321                 | 100                 | 1940年2月3日   | 豪雪地帯     | 東北   |
| 山形（山形県）           | 426                 | 113                 | 1981年1月8日   | 豪雪地帯     | 東北   |
| 肘折（山形県）           | 1635                | 414                 | 2013年2月25日  | 特別豪雪地帯 | 東北   |
| 大井沢（山形県）         | 1372                | 348                 | 2000年3月1日   | 特別豪雪地帯 | 東北   |
| 小国（山形県）           | 1032                | 279                 | 1986年2月26日  | 特別豪雪地帯 | 東北   |
| 尾花沢（山形県）         | 948                 | 241                 | 2013年2月25日  | 特別豪雪地帯 | 東北   |
| 福島（福島県）           | 189                 | 80                  | 1936年2月9日   | 豪雪地帯     | 東北   |
| 小名浜（福島県）         |                     | 28                  | 1945年2月26日  |              | 東北   |
| 白河（福島県）           | 161                 | 74                  | 1946年12月13日 |              | 東北   |
| 若松（福島県）           | 478                 | 115                 | 2010年12月26日 | 豪雪地帯     | 東北   |
| 只見（福島県）           | 1294                | 341                 | 2013年2月25日  | 特別豪雪地帯 | 東北   |
| 桧枝岐（福島県）         | 1247                | 311                 | 2013年2月25日  | 特別豪雪地帯 | 東北   |
| 南郷（福島県）           | 1032                | 281                 | 1981年2月11日  | 特別豪雪地帯 | 東北   |
| 水戸（茨城県）           | 16                  | 32                  | 1945年2月26日  |              | 関東   |
| つくば（館野）（茨城県） | 14                  | 27                  | 1936年2月5日   |              | 関東   |
| 宇都宮（栃木県）         | 28                  | 32                  | 2014年2月15日  |              | 関東   |
| 奥日光（栃木県）         | 451                 | 125                 | 1984年3月21日  | 豪雪地帯     | 関東   |
| 前橋（群馬県）           | 24                  | 73                  | 2014年2月15日  |              | 関東   |
| 藤原（群馬県）           | 1180                | 301                 | 2006年1月26日  | 豪雪地帯     | 関東   |
| みなかみ（群馬県）       | 929                 | 275                 | 2006年1月28日  | 豪雪地帯     | 関東   |
| 草津（群馬県）           | 638                 | 162                 | 2014年2月16日  | 豪雪地帯     | 関東   |
| 熊谷（埼玉県）           | 22                  | 62                  | 2014年2月15日  |              | 関東   |
| 秩父（埼玉県）           | 67                  | 98                  | 2014年2月15日  |              | 関東   |
| 千葉（千葉県）           | 8                   | 33                  | 2014年2月9日   |              | 関東   |
| 勝浦（千葉県）           |                     | 37                  | 1945年2月26日  |              | 関東   |
| 銚子（千葉県）           | 1                   | 17                  | 1936年3月2日   |              | 関東   |
| 東京（東京都）           | 11                  | 46                  | 1883年2月8日   |              | 関東   |
| 大島（東京都）           |                     | 32                  | 1945年2月22日  |              | 関東   |
| 横浜（神奈川県）         | 13                  | 45                  | 1945年2月26日  |              | 関東   |
| 相川（新潟県）           | 119                 | 65                  | 1936年2月6日   | 豪雪地帯     | 北陸   |
| 新潟（新潟県）           | 217                 | 120                 | 1961年1月18日  | 豪雪地帯     | 北陸   |
| 長岡（新潟県）           | 595                 | 212                 | 1981年1月21日  | 特別豪雪地帯 | 北陸   |
| 守門（新潟県）           | 1343                | 463                 | 1981年2月9日   | 特別豪雪地帯 | 北陸   |
| 十日町（新潟県）         | 1169                | 391                 | 1981年2月28日  | 特別豪雪地帯 | 北陸   |
| 津南（新潟県）           | 1349                | 416                 | 2006年2月5日   | 特別豪雪地帯 | 北陸   |
| 小出（新潟県）           | 965                 | 363                 | 1981年2月28日  | 特別豪雪地帯 | 北陸   |
| 湯沢（新潟県）           | 1180                | 358                 | 2006年1月28日  | 特別豪雪地帯 | 北陸   |
| 安塚（新潟県）           | 966                 | 350                 | 1984年3月8日   | 特別豪雪地帯 | 北陸   |
| 高田（新潟県）           | 635                 | 377                 | 1945年2月25日  | 特別豪雪地帯 | 北陸   |
| 能生（新潟県）           | 620                 | 309                 | 1985年1月30日  | 特別豪雪地帯 | 北陸   |
| 関山（新潟県）           | 1172                | 362                 | 1984年3月1日   | 特別豪雪地帯 | 北陸   |
| 富山（富山県）           | 383                 | 208                 | 1940年1月30日  | 豪雪地帯     | 北陸   |
| 伏木（富山県）           | 341                 | 225                 | 1963年1月27日  | 豪雪地帯     | 北陸   |
| 輪島（石川県）           | 201                 | 110                 | 1945年1月18日  | 豪雪地帯     | 北陸   |
| 金沢（石川県）           | 281                 | 181                 | 1963年1月27日  | 豪雪地帯     | 北陸   |
| 白山吉野（石川県）       | 588                 | 308                 | 1981年1月17日  | 特別豪雪地帯 | 北陸   |
| 加賀菅谷（石川県）       | 523                 | 246                 | 1981年1月17日  | 特別豪雪地帯 | 北陸   |
| 福井（福井県）           | 286                 | 213                 | 1963年1月31日  | 豪雪地帯     | 北陸   |
| 大野（福井県）           | 502                 | 262                 | 1981年1月15日  | 特別豪雪地帯 | 北陸   |
| 今庄（福井県）           | 488                 | 244                 | 2011年1月30日  | 特別豪雪地帯 | 北陸   |
| 敦賀（福井県）           | 224                 | 196                 | 1981年1月15日  | 豪雪地帯     | 北陸   |
| 甲府（山梨県）           | 29                  | 114                 | 2014年2月15日  |              | 甲信   |
| 河口湖（山梨県）         | 103                 | 143                 | 2014年2月15日  |              | 甲信   |
| 富士山（山梨県・静岡県） |                     | 338                 | 1989年4月27日  |              | 甲信   |
| 野沢温泉（長野県）       | 1177                | 353                 | 1984年3月22日  | 特別豪雪地帯 | 甲信   |
| 飯山（長野県）           | 854                 | 257                 | 1984年2月9日   | 特別豪雪地帯 | 甲信   |
| 白馬（長野県）           | 668                 | 187                 | 1980年12月28日 | 特別豪雪地帯 | 甲信   |
| 長野（長野県）           | 263                 | 80                  | 1946年12月11日 | 豪雪地帯     | 甲信   |
| 軽井沢（長野県）         | 136                 | 99                  | 2014年2月15日  |              | 甲信   |
| 松本（長野県）           | 80                  | 80                  | 1946年3月3日   |              | 甲信   |
| 諏訪（長野県）           | 106                 | 69                  | 2001年1月27日  |              | 甲信   |
| 飯田（長野県）           | 57                  | 56                  | 2001年1月27日  |              | 甲信   |
| 岐阜（岐阜県）           | 47                  | 58                  | 1936年2月1日   |              | 東海   |
| 高山（岐阜県）           | 473                 | 128                 | 1981年1月8日   | 豪雪地帯     | 東海   |
| 白川（岐阜県）           | 1055                | 297                 | 2006年2月9日   | 特別豪雪地帯 | 東海   |
| 河合（岐阜県）           | 854                 | 279                 | 1981年1月13日  | 特別豪雪地帯 | 東海   |
| 長滝（岐阜県）           |                     | 219                 | 2005年12月14日 | 特別豪雪地帯 | 東海   |
| 網代（静岡県）           |                     | 28                  | 1945年2月26日  |              | 東海   |
| 静岡（静岡県）           | 0                   | 10                  | 1945年2月25日  |              | 東海   |
| 浜松（静岡県）           |                     | 27                  | 1907年2月11日  |              | 東海   |
| 名古屋（愛知県）         | 16                  | 49                  | 1945年12月19日 |              | 東海   |
| 四日市（三重県）         |                     | 53                  | 1995年12月26日 |              | 近畿   |
| 津（三重県）             | 7                   | 26                  | 1951年2月14日  |              | 近畿   |
| 上野（三重県）           |                     | 37                  | 1951年2月14日  |              | 近畿   |
| 柳ヶ瀬（滋賀県）         | 572                 | 249                 | 2011年1月31日  | 特別豪雪地帯 | 近畿   |
| 伊吹山（滋賀県）         |                     | 1182                | 1927年2月14日  | 豪雪地帯     | 近畿   |
| 米原（滋賀県）           | 213                 | 83                  | 2005年12月27日 | 豪雪地帯     | 近畿   |
| 彦根（滋賀県）           | 104                 | 93                  | 1918年1月9日   |              | 近畿   |
| 今津（滋賀県）           | 291                 | 105                 | 1984年2月10日  | 豪雪地帯     | 近畿   |
| 舞鶴（京都府）           | 206                 | 83                  | 1984年2月10日  | 豪雪地帯     | 近畿   |
| 美山（京都府）           | 190                 | 74                  | 1982年1月30日  | 豪雪地帯     | 近畿   |
| 京都（京都府）           | 19                  | 41                  | 1954年1月26日  |              | 近畿   |
| 大阪（大阪府）           | 3                   | 18                  | 1907年2月11日  |              | 近畿   |
| 豊岡（兵庫県）           | 312                 | 186                 | 1936年2月3日   | 豪雪地帯     | 近畿   |
| 香住（兵庫県）           | 240                 | 140                 | 1985年1月14日  | 豪雪地帯     | 近畿   |
| 兎和野高原（兵庫県）     |                     | 205                 | 2012年2月18日  | 豪雪地帯     | 近畿   |
| 和田山（兵庫県）         | 190                 | 80                  | 2000年2月17日  | 豪雪地帯     | 近畿   |
| 神戸（兵庫県）           | 2                   | 17                  | 1945年2月25日  |              | 近畿   |
| 和歌山（和歌山県）       | 2                   | 40                  | 1883年2月8日   |              | 近畿   |
| 鳥取（鳥取県）           | 214                 | 129                 | 1947年2月22日  | 豪雪地帯     | 中国   |
| 大山（鳥取県）           | 1003                | 302                 | 2012年2月19日  | 豪雪地帯     | 中国   |
| 米子（鳥取県）           | 133                 | 89                  | 2011年1月1日   | 豪雪地帯     | 中国   |
| 境（鳥取県）             | 103                 | 94                  | 1963年2月2日   | 豪雪地帯     | 中国   |
| 松江（島根県）           | 88                  | 100                 | 1971年2月4日   |              | 中国   |
| 西郷（島根県）           | 93                  | 107                 | 1962年1月27日  |              | 中国   |
| 浜田（島根県）           |                     | 53                  | 1982年1月17日  |              | 中国   |
| 赤名（島根県）           | 466                 | 152                 | 2011年1月31日  | 豪雪地帯     | 中国   |
| 横田（島根県）           | 420                 | 139                 | 1984年2月9日   | 豪雪地帯     | 中国   |
| 岡山（岡山県）           | 3                   | 26                  | 1945年2月25日  |              | 中国   |
| 津山（岡山県）           | 50                  | 40                  | 2003年12月20日 | 豪雪地帯     | 中国   |
| 上長田（岡山県）         | 522                 | 137                 | 2011年1月17日  | 豪雪地帯     | 中国   |
| 千屋（岡山県）           | 377                 | 97                  | 2005年12月24日 | 豪雪地帯     | 中国   |
| 福山（広島県）           |                     | 24                  | 1984年1月31日  |              | 中国   |
| 高野（広島県）           | 582                 | 166                 | 2005年12月24日 | 豪雪地帯     | 中国   |
| 広島（広島県）           | 12                  | 31                  | 1893年1月5日   |              | 中国   |
| 八幡（広島県）           | 592                 | 207                 | 2011年2月13日  | 豪雪地帯     | 中国   |
| 萩（山口県）             |                     | 27                  | 1978年2月16日  |              | 中国   |
| 山口（山口県）           | 23                  | 37                  | 1996年2月10日  |              | 中国   |
| 下関（山口県）           | 4                   | 39                  | 1900年1月26日  |              | 中国   |
| 徳島（徳島県）           | 4                   | 42                  | 1907年2月11日  |              | 四国   |
| 剣山（徳島県）           |                     | 292                 | 1984年2月1日   |              | 四国   |
| 高松（香川県）           | 3                   | 19                  | 1984年1月31日  |              | 四国   |
| 松山（愛媛県）           | 2                   | 34                  | 1907年2月11日  |              | 四国   |
| 高知（高知県）           | 1                   | 14                  | 2022年12月23日 |              | 四国   |
| 宿毛（高知県）           |                     | 23                  | 1975年2月23日  |              | 四国   |
| 福岡（福岡県）           | 4                   | 30                  | 1917年12月30日 |              | 九州   |
| 佐賀（佐賀県）           | 6                   | 21                  | 1959年1月17日  |              | 九州   |
| 長崎（長崎県）           | 4                   | 17                  | 2016年1月24日  |              | 九州   |
| 雲仙岳（長崎県）         |                     | 64                  | 1963年1月26日  |              | 九州   |
| 阿蘇山（熊本県）         | 128                 | 123                 | 1963年2月4日   |              | 九州   |
| 熊本（熊本県）           | 2                   | 13                  | 1945年2月7日   |              | 九州   |
| 人吉（熊本県）           |                     | 27                  | 1963年1月24日  |              | 九州   |
| 大分（大分県）           | 2                   | 15                  | 1997年1月22日  |              | 九州   |
| 日田（大分県）           |                     | 39                  | 1963年1月9日   |              | 九州   |
| 宮崎（宮崎県）           | 0                   | 3                   | 1945年1月24日  |              | 九州   |
| 鹿児島（鹿児島県）       | 4                   | 29                  | 1959年1月17日  |              | 九州   |
| 京城                     |                     | 31                  | 1922年3月24日  |              |        |
| 仁川                     |                     | 44                  | 1922年3月23日  |              |        |
| 釜山                     |                     | 37                  | 2005年3月6日   |              |        |
| 束草                     |                     | 124                 | 1969年2月26日  |              |        |
| 東海                     |                     | 103                 | 2011年2月15日  |              |        |
| 江陵                     |                     | 138                 | 1990年2月1日   |              |        |
| 大関嶺                   |                     | 189                 | 1989年2月26日  |              |        |
| 太白                     |                     | 95                  | 1998年1月16日  |              |        |
| 春川                     |                     | 44                  | 1969年1月31日  |              |        |
| 鬱陵島                   |                     | 294                 | 1962年1月31日  |              |        |
| 大邱                     |                     | 55                  | 1953年1月18日  |              |        |
| 大田                     |                     | 49                  | 2004年3月5日   |              |        |
| 木浦                     |                     | 56                  | 1946年12月10日 |              |        |
| 光州                     |                     | 42                  | 2008年1月1日   |              |        |
| 西帰浦                   |                     | 38                  | 1963年1月25日  |              |        |
| モントリオール           | 218                 | 102                 | 1971年3月12日  |              |        |
| ケベックシティ           | 316                 | 165                 | 1976年2月23日  |              |        |
| オタワ                   | 236                 | 135                 | 1993年3月14日  |              |        |
| トロント                 | 133                 | 65                  | 1999年1月15日  |              |        |
| バンクーバー             | 48                  | 61                  | 1971年1月15日  |              |        |
| セントジョンズ           | 322                 | 180                 | 2001年2月9日   |              |        |
| シェルブルック           | 294                 | 135                 | 1971年3月12日  |              |        |
| ベーコモー               | 362                 | 226                 | 1969年1月10日  |              |        |
| シャーロットタウン       | 312                 | 156                 | 1956年2月13日  |              |        |
| シラキューズ             | 308                 | 120                 | 1958年2月19日  |              |        |
| バッファロー             | 242                 | 114                 | 2001年12月30日 |              |        |
| ロチェスター             | 243                 | 114                 | 2001年12月30日 |              |        |
| アンカレッジ             | 151                 | 119                 |                |              |        |
| ニューヨーク             | 56                  | 67                  | 1947年12月27日 |              |        |
| ボストン                 | 106                 | 81                  | 1996年1月10日  |              |        |
| フィラデルフィア         | 49                  | 71                  | 1996年1月8日   |              |        |
| ピッツバーグ             | 102                 | 66                  | 1978年1月22日  |              |        |
| ボルティモア             | 46                  | 76                  | 1899年2月13日  |              |        |
| ワシントンD.C.           | 37                  | 87                  | 1899年2月14日  |              |        |
| トラッキー               | 504                 |                     |                |              |        |
| デンバー                 | 154                 | 83                  |                |              |        |
| シカゴ                   | 110                 | 74                  |                |              |        |
| ソルトレイクシティ       | 155                 | 66                  |                |              |        |
| ハムデン                 |                     | 102                 | 2013年2月10日  |              |        |

## 豪雪地帯対策特別措置法に基づく豪雪地帯
日本の豪雪地帯対策特別措置法は、「積雪が特にはなはだしいため、産業の発展が停滞的で、かつ、住民の生活水準の向上が阻害されている地域」（第1条）のうち、「国土交通大臣、総務大臣及び農林水産大臣」が「前条に規定する地域について、積雪の度その他の事情を勘案して政令で定める基準に従い、かつ、国土審議会の意見を聴いて、道府県の区域の全部又は一部を豪雪地帯として指定する」（第2条第1項）と定義している。
さらに同法は、「国土交通大臣、総務大臣及び農林水産大臣」は、豪雪地帯のうち「積雪の度が特に高く、かつ、積雪により長期間自動車の交通が途絶する等により住民の生活に著しい支障を生ずる地域」について「国土審議会の議決を経て国土交通大臣、総務大臣及び農林水産大臣が定める基準に従つて、豪雪地帯として指定された道府県の区域の一部を特別豪雪地帯として指定する」（第2条第2項）としている。
これらの指定において、同法では「国土交通大臣、総務大臣及び農林水産大臣は、豪雪地帯又は特別豪雪地帯の指定をしたときは、これを公示しなければならない」（第2条第3項）としている。
本法により豪雪地帯（および特別豪雪地帯）の指定を受けた地域においては、道府県豪雪地帯対策基本計画が策定、適用され、交通通信、農林業、義務教育、医療などにおいて、積雪期のこれら機能の維持対策が施行される。

### 豪雪地帯（および特別豪雪地帯）の指定基準
「豪雪地帯対策特別措置法」に基づく「豪雪地帯」あるいは「特別豪雪地帯」の地域指定については、それぞれ、同法の下位政令である「豪雪地帯の指定基準に関する政令」に定める基準（以上、豪雪地帯の指定）あるいは同法第2条第2項に基づき国土審議会の議決を受けた「特別豪雪地帯の指定基準」（以上、特別豪雪地帯の指定）に基づいて行われる。
豪雪地帯の指定基準に関する政令
本政令では、豪雪地帯の指定基準について以下のように規定している。
- 豪雪地帯対策特別措置法第二条第一項の指定は、国土交通省令・総務省令・農林水産省令で定める期間における累年平均積雪積算値が五千センチメートル日以上の地域（以下「豪雪地域」という）の存する道府県又は市町村で次の各号のいずれかに該当するものの区域について行うものとする。

1. その区域の三分の二以上が豪雪地域である道府県又は市町村
2. その区域の二分の一以上が豪雪地域であり、かつ、当該道府県の道府県庁が所在する市の区域の全部又は一部が豪雪地域である道府県
3. 当該市町村の市役所若しくは町村役場又は当該市町村の区域内に存する施設で国土交通省令・総務省令・農林水産省令で定めるものが豪雪地域内にある市町村
4. その区域の二分の一以上が豪雪地域であり、かつ、当該市町村の境界線の延長の三分の二以上が前三号の一に該当する道府県又は市町村に接している市町村

特別豪雪地帯指定基準
1971年（昭和46年）、国土審議会は「豪雪地帯対策特別措置法」に基づき特別豪雪地帯指定基準を議決した。その後1979年（昭和54年）には基準判定に用いる気象統計情報の観測年数・時期等を修正する改定を議決した。本基準は、第一号要件「積雪の度の要件」と第二号要件「積雪による住民の生活の支障の要件」から成る。

### 豪雪地帯（および特別豪雪地帯）の指定地域
2016年（平成28年）4月1日の時点において、日本の国土の約半分である約19.2万平方キロメートル、自治体数にして24道府県532市町村（198市、274町、60村、全国の約31%）、人口約1901万人（日本の全人口の約15%）が豪雪地帯の指定を受けており、その範囲は北海道・北東北・日本海沿岸部および本州を縦断する山地部に亘る。中国地方西部の島根県においては、山地部のみが豪雪地帯指定を受け日本海沿岸部はその指定地域外となっている。
これら豪雪地帯のうち、特別豪雪地帯指定を受けている地域は、国土の約20%である約7.5万平方キロメートル、自治体数にして201市町村（68市、104町、29村、全国の約12%）、人口約301万人（日本の全人口の約2.4%）となっている。
豪雪地帯・特別豪雪地帯に指定された地域には除雪や交通・通信の確保、地域の振興などのための豪雪地帯対策基本計画が定められ、行財政上の特別の配慮が行われる。
以下は2020年（令和2年）4月1日時点において特別豪雪地帯・豪雪地帯の指定地域である。豪雪地帯が分布している都道府県はほとんど日本海側であり、太平洋に面する都道府県で全域が豪雪地帯に指定されているのは北海道、青森県、岩手県の3道県のみ。
特別豪雪地帯に指定されている地域が存在するのは、北海道・青森県・岩手県・秋田県・宮城県・山形県・福島県・群馬県・新潟県・長野県・富山県・石川県・福井県・岐阜県・滋賀県となっている。豪雪地帯に指定されている地域が存在するのは上記の道県に加え、栃木県・山梨県・静岡県・京都府・兵庫県・鳥取県・島根県・岡山県・広島県となっており、茨城県・埼玉県・千葉県・東京都・神奈川県・愛知県・三重県・奈良県・大阪府・和歌山県・山口県・四国地方・九州地方・沖縄県には豪雪地帯に指定されている地域が存在しない。また全域で豪雪地帯に指定されているのが冒頭の地図の通り、北海道・青森県・岩手県・秋田県・山形県・新潟県・富山県・石川県・福井県・鳥取県であり全域で豪雪地帯に指定されている10道県のうち鳥取県のみ特別豪雪地帯が唯一存在しない。
また、政令指定都市では、札幌市・新潟市が全行政区で、仙台市・静岡市・浜松市が一部の区で豪雪地帯に指定されている（特別豪雪地帯に指定されている政令指定都市はない）。また上記の都市に加えて豪雪地帯に指定されている県庁所在地は青森市・盛岡市・秋田市・山形市・福島市(一部除く)・長野市(一部除く)・富山市・金沢市・福井市・鳥取市である。さらに青森市は中心部を含め全域が特別豪雪地帯に指定されており県庁所在地としては全国唯一である。長野市では中心部が豪雪地帯に指定されており戸隠・鬼無里地区は特別豪雪地帯に指定、長野市南部の篠ノ井地区などでは豪雪地帯に指定されておらず同じ市域で特別豪雪地帯・豪雪地帯・未指定3つの地域が混在している。また県としては長野県の他に宮城県・福島県・群馬県・岐阜県・滋賀県で特別豪雪地帯と豪雪地帯、未指定が混在している。
また静岡市と浜松市に関しては南アルプス（赤石山脈）の麓である旧井川村や旧水窪町が豪雪地帯に指定されているのみであり両市共に市街地などの中心部では降雪、積雪は非常に少ない。仙台市では山間部や内陸部で豪雪地帯に指定されており中心部や市街地では豪雪地帯に指定はされていないものの冬型の気圧配置や寒気が強まると中心部でも降雪、積雪に見舞われる事が多い。
| 道府県 | 特別豪雪地帯 | 豪雪地帯 | 備考         |
| ------ | --- | --- | ------------ |
| 北海道 | 岩見沢市（旧岩見沢市・旧北村）、留萌市、稚内市、美唄市、芦別市、赤平市、士別市、名寄市、三笠市、滝川市、砂川市、深川市、富良野市、伊達市（旧大滝村）、石狩市（旧厚田村・旧浜益村）、当別町、新篠津村、木古内町、八雲町、長万部町、厚沢部町、今金町、せたな町（旧瀬棚町・旧北檜山町）、黒松内町、蘭越町、ニセコ町、真狩村、留寿都村、喜茂別町、京極町、倶知安町、豊浦町、洞爺湖町（旧洞爺村）、共和町、岩内町、神恵内村、積丹町、古平町、仁木町、赤井川村、南富良野町、月形町、浦臼町、新十津川町、妹背牛町、秩父別町、雨竜町、北竜町、沼田町、幌加内町、鷹栖町、当麻町、愛別町、上川町、東川町、美瑛町、占冠村、和寒町、剣淵町、下川町、美深町、音威子府村、中川町、増毛町、小平町、苫前町、羽幌町、初山別村、遠別町、天塩町、豊富町、幌延町、猿払村、浜頓別町、中頓別町、枝幸町、津別町、清里町、遠軽町（旧丸瀬布町・旧白滝村）、滝上町、興部町、西興部村、雄武町、新得町、中標津町、標津町 | 札幌市、函館市、小樽市、旭川市、室蘭市、釧路市、帯広市、北見市、夕張市、岩見沢市（旧栗沢町）、網走市、苫小牧市、江別市、紋別市、根室市、千歳市、歌志内市、登別市、恵庭市、伊達市（旧伊達市）、北広島市、石狩市（旧石狩市）、北斗市、松前町、福島町、知内町、七飯町、鹿部町、森町、江差町、上ノ国町、乙部町、奥尻町、せたな町（旧大成町）、島牧村、寿都町、洞爺湖町（旧虻田町）、泊村、余市町、南幌町、奈井江町、上砂川町、上富良野町、中富良野町、由仁町、長沼町、栗山町、東神楽町、比布町、厚真町、安平町、むかわ町、礼文町、利尻町、利尻富士町、美幌町、大空町、斜里町、小清水町、訓子府町、置戸町、佐呂間町、遠軽町（旧遠軽町・旧生田原町）、湧別町、壮瞥町、白老町、日高町、平取町、新冠町、浦河町、様似町、えりも町、新ひだか町、音更町、士幌町、上士幌町、鹿追町、清水町、芽室町、中札内村、更別村、大樹町、広尾町、幕別町、池田町、豊頃町、本別町、足寄町、陸別町、浦幌町、釧路町、厚岸町、浜中町、標茶町、弟子屈町、鶴居村、白糠町、別海町、羅臼町 | 全域豪雪地帯 |
| 青森県 | 青森市、黒石市、弘前市（旧相馬村）、五所川原市（旧五所川原市）、十和田市（旧十和田湖町）、平川市（旧平賀町・旧碇ケ関村）、平内町、今別町、蓬田村、鰺ケ沢町、西目屋村、野辺地町、東北町（旧東北町） | 弘前市（旧弘前市・旧岩木町）、五所川原市（旧金木町・旧市浦村）、十和田市（旧十和田市）、平川市（旧尾上町）、八戸市、三沢市、むつ市、つがる市、外ヶ浜町、深浦町、藤崎町、大鰐町、田舎館村、板柳町、鶴田町、中泊町、東北町（旧上北町）、七戸町、おいらせ町、六戸町、横浜町、六ヶ所村、大間町、東通村、風間浦村、佐井村、三戸町、五戸町、田子町、南部町、階上町、新郷村 | 全域豪雪地帯 |
| 岩手県 | 八幡平市（旧松尾村）、西和賀町 | 盛岡市、宮古市、大船渡市、奥州市、花巻市、北上市、久慈市、遠野市、一関市、陸前高田市、釜石市、二戸市、滝沢市、八幡平市（旧安代町・旧西根町）、雫石町、葛巻町、岩手町、紫波町、矢巾町、金ケ崎町、平泉町、住田町、大槌町、山田町、岩泉町、田野畑村、普代村、軽米町、洋野町、野田村、九戸村、一戸町 | 全域豪雪地帯 |
| 宮城県 | 大崎市（旧鳴子町） | 仙台市青葉区（旧宮城町）・太白区（旧秋保町）、大崎市（旧古川市・旧岩出山町）、白石市、栗原市（旧築館町・旧若柳町・旧栗駒町・旧高清水町・旧一迫町・旧鶯沢町・旧金成町・旧志波姫町・旧花山村）、蔵王町、七ヶ宿町、川崎町、加美町（旧小野田町・旧宮崎町） |              |
| 秋田県 | 横手市（旧増田町・旧大森町・旧雄物川町・旧山内村）、大館市（旧比内町・旧田代町）、湯沢市、鹿角市（旧八幡平村）、由利本荘市（旧矢島町・旧鳥海町・旧東由利町）、大仙市（旧協和町）、北秋田市（旧森吉町・旧阿仁町）、仙北市（旧田沢湖町・旧西木村）、上小阿仁村、藤里町、美郷町（旧千畑町）、羽後町、東成瀬村 | 秋田市、能代市、横手市（旧横手市・旧平鹿町・旧十文字町・旧大雄村）、大館市（旧大館市）、男鹿市、鹿角市（旧花輪町・旧十和田町・旧尾去沢町）、由利本荘市（旧本荘市・旧岩城町・旧大内町・旧由利町・旧西目町）、潟上市、大仙市（旧大曲市・旧神岡町・旧西仙北町・旧中仙町・旧南外村・旧仙北町・旧太田町）、北秋田市（旧鷹巣町・旧合川町）、仙北市（旧角館町）、にかほ市、小坂町、三種町、八峰町、五城目町、八郎潟町、井川町、大潟村、美郷町（旧六郷町・旧仙南村） | 全域豪雪地帯 |
| 山形県 | 米沢市、鶴岡市（旧羽黒町・旧櫛引町・旧朝日村）、酒田市（旧八幡町）、新庄市、上山市、村山市、長井市、尾花沢市、南陽市、西川町、朝日町、大江町、大石田町、金山町、最上町、舟形町、真室川町、大蔵村、鮭川村、戸沢村、高畠町、川西町、小国町、白鷹町、飯豊町、庄内町（旧立川町） | 山形市、鶴岡市（旧鶴岡市・旧藤島町・旧温海町）、酒田市（旧酒田市・旧松山町・旧平田町）、寒河江市、天童市、東根市、山辺町、中山町、河北町、庄内町（旧余目町）、三川町、遊佐町 | 全域豪雪地帯 |
| 福島県 | 喜多方市（旧熱塩加納村・旧山都町・旧高郷村）、南会津町（旧舘岩村・旧南郷村・旧伊南村）、下郷町、檜枝岐村、只見町、北塩原村、西会津町、磐梯町、猪苗代町、柳津町、会津美里町（旧会津高田町）、三島町、金山町、昭和村 | 福島市（1964年（昭和39年）1月1日以前の旧福島市・旧飯坂町・旧吾妻町）、会津若松市、郡山市（旧湖南村）、喜多方市（旧喜多方市・旧塩川町）、天栄村、南会津町（旧田島町）、会津坂下町、湯川村、会津美里町（旧会津本郷町・旧新鶴村） |              |
| 栃木県 | | 日光市（旧日光市・旧栗山村・旧藤原町）、那須塩原市（旧黒磯市・旧塩原町）、那須町 |              |
| 群馬県 | 片品村 | 高崎市（旧倉渕村・旧箕郷町・旧榛名町）、沼田市（旧沼田市・旧利根村）、渋川市（旧渋川市・旧伊香保町・旧子持村・旧小野上村）、榛東村、吉岡町、中之条町、東吾妻町、長野原町、嬬恋村、草津町、高山村、川場村、みなかみ町 |              |
| 新潟県 | 長岡市（旧長岡市・旧小国町・旧越路町・旧山古志村・旧栃尾市・旧川口町）、三条市（旧下田村）、柏崎市（旧柏崎市・旧高柳町）、小千谷市、加茂市、十日町市、糸魚川市、妙高市、村上市（旧朝日村）、五泉市（旧村松町）、上越市（旧上越市・旧安塚町・旧浦川原村・旧大島村・旧牧村・旧柿崎町・旧吉川町・旧中郷村・旧板倉町・旧清里村・旧三和村・旧名立町）、魚沼市、南魚沼市、胎内市（旧黒川村）、阿賀町、湯沢町、津南町、関川村 | 新潟市、長岡市（旧中之島町・旧三島町・旧寺泊町・旧与板町・旧和島村）、三条市（旧三条市・旧栄町）、柏崎市（旧西山町）、新発田市、見附市、燕市、村上市（旧村上市・旧荒川町・旧神林村・旧山北町）、五泉市（旧五泉市）、上越市（旧大潟町・旧頸城村）、阿賀野市、佐渡市、胎内市（旧中条町）、聖籠町、弥彦村、田上町、出雲崎町、刈羽村、粟島浦村 | 全域豪雪地帯 |
| 富山県 | 富山市（旧大山町・旧八尾町・旧山田村・旧細入村）、黒部市（旧宇奈月町）、砺波市（旧庄川町）、南砺市（旧城端町・旧平村・旧上平村・旧利賀村・旧福光町）、上市町、立山町 | 富山市（旧富山市・旧大沢野町・旧婦中町）、高岡市、射水市、魚津市、氷見市、滑川市、黒部市（旧黒部市）、砺波市（旧砺波市）、小矢部市、南砺市（旧福野町・旧井波町・旧井口村）、舟橋村、入善町、朝日町 | 全域豪雪地帯 |
| 石川県 | 加賀市（旧山中町）、白山市（旧河内村・旧吉野谷村・旧鳥越村・旧尾口村・旧白峰村） | 金沢市、七尾市、小松市、輪島市、珠洲市、加賀市（旧加賀市）、羽咋市、かほく市、白山市（旧松任市・旧美川町・旧鶴来町）、能美市、野々市市、川北町、津幡町、内灘町、志賀町、宝達志水町、中能登町、穴水町、能登町 | 全域豪雪地帯 |
| 福井県 | 大野市、勝山市、池田町、南越前町（旧今庄町） | 福井市、敦賀市、越前市、小浜市、鯖江市、あわら市、坂井市、永平寺町、南越前町（旧南条町・旧河野村）、越前町、美浜町、おおい町、高浜町、若狭町 | 全域豪雪地帯 |
| 山梨県 | | 南アルプス市（旧芦安村）、早川町 |              |
| 長野県 | 長野市（旧戸隠村・旧鬼無里村）、飯山市、白馬村、小谷村、高山村、山ノ内町、木島平村、野沢温泉村、信濃町、栄村 | 長野市（1966年（昭和41年）10月16日以前の旧長野市・旧七二会村・旧若穂町・旧大岡村・旧豊野町・旧信州新町・旧中条村）、松本市（旧安曇村）、上田市（1970年（昭和45年）4月1日以前の旧上田市・旧真田町）、須坂市（旧東村）、中野市、大町市（旧大町市・旧美麻村）、飯田市（旧南信濃村）、安曇野市（旧穂高町・旧堀金村）、松川村、飯綱町、小川村 |              |
| 岐阜県 | 高山市（旧荘川村）、飛騨市（旧河合村・旧宮川村・旧神岡町）、揖斐川町（旧徳山村・旧坂内村）、白川村 | 高山市（旧高山市・旧丹生川村・旧清見村・旧宮村・旧久々野町・旧朝日村・旧高根村・旧国府町・旧上宝村）、関市（旧洞戸村・旧板取村）、山県市（旧美山町）、飛騨市（旧古川町）、本巣市（旧根尾村）、郡上市（旧八幡町・旧大和町・旧白鳥町・旧高鷲村・旧明宝村）、下呂市（旧馬瀬村）、関ケ原町、揖斐川町（旧揖斐川町・旧谷汲村・旧春日村・旧久瀬村・1987年（昭和62年）4月1日以前の旧藤橋村） |              |
| 静岡県 | | 静岡市葵区（旧井川村）、浜松市天竜区（旧水窪町） |              |
| 滋賀県 | 長浜市（旧余呉町） | 大津市（旧堅田町）、長浜市（旧長浜市・旧浅井町・旧木之本町・旧西浅井町）、高島市（旧マキノ町・旧今津町・旧朽木村）、米原市（旧山東町・旧伊吹町） |              |
| 京都府 | | 福知山市（旧福知山市・旧夜久野町・旧大江町）、舞鶴市、綾部市、宮津市、京丹後市、南丹市（旧美山町）、与謝野町、伊根町 |              |
| 兵庫県 | | 豊岡市、養父市、丹波市（旧青垣町）、朝来市、宍粟市（旧波賀町・旧千種町）、新温泉町、香美町 |              |
| 鳥取県 | | 鳥取市、米子市、倉吉市、境港市、岩美町、若桜町、智頭町、八頭町、三朝町、北栄町、湯梨浜町、琴浦町、日吉津村、大山町、南部町、伯耆町、日南町、日野町、江府町 | 全域豪雪地帯 |
| 島根県 | | 益田市（旧匹見町）、安来市（旧広瀬町・旧伯太町）、雲南市（旧吉田村・旧掛合町）、浜田市（旧金城町・旧旭町）、奥出雲町、飯南町、美郷町（旧大和村）、邑南町 |              |
| 岡山県 | | 津山市（旧津山市・旧加茂町・旧阿波村・旧勝北町）、新見市（旧新見市・旧大佐町・旧神郷町）、真庭市（旧湯原町・旧美甘村・旧川上村・旧八束村・旧中和村）、美作市（旧勝田町・旧大原町・旧東粟倉村）、新庄村、鏡野町（旧富村・旧奥津町・旧上齋原村）、奈義町、西粟倉村 |              |
| 広島県 | | 三次市（旧君田村・旧布野村・旧作木村）、廿日市市（旧吉和村）、安芸高田市（旧美土里町・旧高宮町）、庄原市（旧東城町・旧西城町・旧口和町・旧高野町・旧比和町）、安芸太田町（旧戸河内町）、北広島町 |              |

※ 太字は政令指定都市（特に記載のないものは全行政区）。

## 世界の豪雪地帯
世界の豪雪地帯としては、カナダのブリティッシュコロンビア州・アラスカ州パンハンドル部からワシントン州、オレゴン州、カリフォルニア州にかけてのロッキー山脈西部、アメリカ合衆国のエリー湖南岸、ロシアのカムチャツカ半島、チリのアンデス山脈、ノルウェーの西海岸、トルコからジョージアにかけての黒海南東岸山岳地帯、イラン西部の高地、中国天山山脈西部などがあげられる。また、中東では突発的な豪雪になることがあり、イスラエルのエルサレムでも1920年1月9 - 11日には1m以上の積雪記録が残っているほか、ヨルダンのアンマンやシリア北部、イラク北部なども積雪量が多くなる。

### 北アメリカ
北アメリカ大陸の西部ではロッキー山脈から海岸部にかけての地域で雪が多い。また、北米大陸の東部ではラプラドル高原から五大湖にかけての地域が多雪地帯となっている。
カナダ西部には豪雪地帯があり、太平洋気団からもたらされる気流の山越えが豪雪の主たる要因になっている。また、カナダ東部にも豪雪地帯があり、北極から南下してくる寒気と、太平洋の暖流とともに北上してくる湿潤な暖気が豪雪の要因になっている。
ワシントン州のレーニア山、ベーカー山周辺などのカスケード山脈は世界屈指の豪雪地帯である。ベーカー山の1998 - 1999年の年間降雪量は1140インチ（2895.6cm）であり、これは世界一の記録である。またカナダの大西洋側からニューイングランド山地部も豪雪地帯である。
五大湖の南東岸の一帯はスノーベルトと呼ばれる豪雪地帯が広がるが、これはカナダの内陸部から吹く冷たい風が五大湖の上を通る際に大量の水蒸気を含み、湖の南側、特に山岳地帯に大雪を降らせるためである（湖水効果による雪と呼ばれる）。山岳地帯で雪を降らせた後は、風下の中西部や東海岸ではそれほどの大雪が降ることはない。東海岸のボストン、ニューヨーク、ワシントンD.C.などにけかけての地域も低気圧（ノーイースター）による50 - 80センチ程度の局地的な大雪となることがあるが、普段は雪はそれほど多くはない。